# Кокс-Базар
Кокс-Базар (англ. Cox's Bazar, бенг. কক্স বাজার) — велике місто, центр однойменного округу в Бангладеш. Місто має власний аеропорт Кокс-Базар.

## Географія
Розташований за 150 км на південь від Читтагонга. 

### Клімат
Місто знаходиться у зоні, котра характеризується мусонним кліматом. Найтепліший місяць — травень із середньою температурою 28.7 °C (83.7 °F). Найхолодніший місяць — січень, із середньою температурою 20.8 °С (69.5 °F).
| Клімат Кокс-Базара      | Клімат Кокс-Базара | Клімат Кокс-Базара | Клімат Кокс-Базара | Клімат Кокс-Базара | Клімат Кокс-Базара | Клімат Кокс-Базара | Клімат Кокс-Базара | Клімат Кокс-Базара | Клімат Кокс-Базара | Клімат Кокс-Базара | Клімат Кокс-Базара | Клімат Кокс-Базара | Клімат Кокс-Базара |
| Показник                | Січ.               | Лют.               | Бер.               | Квіт.              | Трав.              | Черв.              | Лип.               | Серп.              | Вер.               | Жовт.              | Лист.              | Груд.              | Рік                |
| Абсолютний максимум, °C | 31                 | 33                 | 35                 | 36                 | 36                 | 35                 | 37                 | 33                 | 33                 | 36                 | 33                 | 30                 | 37                 |
| Середній максимум, °C   | 26,7               | 28,5               | 30,9               | 32,1               | 32,3               | 30,7               | 30                 | 30,2               | 31,6               | 31,6               | 30                 | 27,5               | 30,2               |
| Середня температура, °C | 20,9               | 22,8               | 25,8               | 28                 | 28,7               | 28                 | 27,6               | 27,6               | 28,3               | 28                 | 25,6               | 22                 | 26,1               |
| Середній мінімум, °C    | 15                 | 17                 | 20,7               | 23,9               | 25,1               | 25,2               | 25,1               | 25                 | 25                 | 24,3               | 21,1               | 16,5               | 22                 |
| Абсолютний мінімум, °C  | 8                  | 11                 | 13                 | 19                 | 18                 | 21                 | 21                 | 21                 | 21                 | 17                 | 11                 | 11                 | 8                  |
| Норма опадів, мм        | 0                  | 10                 | 30                 | 100                | 320                | 790                | 900                | 700                | 380                | 180                | 80                 | 20                 | 3550               |
| Днів з дощем            | 0                  | 1                  | 3                  | 6                  | 9                  | 22                 | 25                 | 21                 | 10                 | 7                  | 5                  | 2                  | 111                |
| Вологість повітря, %    | 71                 | 69                 | 72                 | 74                 | 78                 | 86                 | 88                 | 89                 | 86                 | 80                 | 74                 | 73                 | 78                 |
| ----------------------- | ------------------ | ------------------ | ------------------ | ------------------ | ------------------ | ------------------ | ------------------ | ------------------ | ------------------ | ------------------ | ------------------ | ------------------ | ------------------ |
| Джерело: Weatherbase    |                    |                    |                    |                    |                    |                    |                    |                    |                    |                    |                    |                    |                    |

## Назва
Кокс-Базар також відомий під назвою Panowa — «жовта квітка» та під старою назвою Palongkee. Сучасна назва походить від імені капітана Кокса (помер в 1798), британського офіцера, що служив в Індії. 

## Економіка
Місто є одним з рибальських портів Бангладеш та популярним місцем призначення туристів, як з Бангладеш, так і іноземців. Місто відоме своїм великим піщаним пляжем, найдовшим у світі (120 км, включаючи мулисті рівнини).